# Sonoita (zoologia)
Sonoita Peckham & Peckham, 1903 è un genere di ragni appartenente alla famiglia Salticidae.

## Distribuzione
L'unica specie oggi nota di questo genere è stata rinvenuta in Costa d'Avorio, alcune località dell'Africa meridionale e in Etiopia.

## Tassonomia
A giugno 2011, si compone di una specie:
- Sonoita lightfooti Peckham & Peckham, 1903[2] — Costa d'Avorio, Africa meridionale, Etiopia